# Ochna atropurpurea
Ochna atropurpurea är en tvåhjärtbladig växtart som beskrevs av Dc.. Ochna atropurpurea ingår i släktet Ochna och familjen Ochnaceae. Inga underarter finns listade i Catalogue of Life.